# Eriosyce islayensis subsp. omasensis
Eriosyce islayensis subsp. omasensis ist eine Unterart der Pflanzenart Eriosyce islayensis in der Gattung Eriosyce aus der Familie der Kakteengewächse (Cactaceae). Das Epitheton omasensis verweist auf das Vorkommen der Art bei Omas.

## Beschreibung
Eriosyce islayensis subsp. omasensis wächst mit abgeflacht kugelförmigen bis kurz zylindrischen, leuchtend graugrünen Trieben und erreicht bei Durchmessern von 9,5 bis 14 Zentimeter Wuchshöhen von 16,5 bis 30 Zentimeter. Der Scheitel ist mit cremefarbener Wolle bedeckt. Es sind 13 bis 21 Rippen (meist sind es 16) vorhanden, die bis zu 1 Zentimeter hoch und gehöckert sind. Die ein bis vier Mitteldornen sind gelblich und 1,9 bis 2,2 Zentimeter lang. Die acht bis 14 Randdornen sind 1,2 bis 1,9 Zentimeter lang.
Die gelblich grünen Blüten sind häufig drei bis fünf Tage geöffnet. Sie sind bis zu 2,1 Zentimeter lang und weisen einen Durchmesser von 1,7 Zentimeter auf. Die verlängerten, rosafarbene Früchte sind 1,8 bis 2,5 Zentimeter lang.

## Verbreitung und Systematik
Eriosyce islayensis subsp. omasensis ist in den peruanischen Regionen Lima (im Süden) und Ica verbreitet.
Die Erstbeschreibung als Islaya omasensis erfolgte 1983 durch Carlos Ostolaza und Tino C. Mischler. Graham J. Charles stellte die Art 2006 als Unterart zur Art Eriosyce islayensis. Weitere nomenklatorische Synonyme sind Neoporteria omasensis (Ostolaza & Mischler) Ferryman (1991, nom. illeg.), Echinopsis omasensis (Ostolaza & Mischler) Ostolaza (1998) und Eriosyce omasensis (Ostolaza & Mischler) Ostolaza (1998).

## Nachweise